# Tong'ren
Tong'ren (en chino, 铜仁; pinyin, Tóng'rén) es una ciudad-prefectura (prefectura hasta noviembre de 2011) en la provincia de Guizhou, República Popular China. Situada aproximadamente a 280 kilómetros de la capital provincial. Limita al norte con la municipalidad de Chongqing, al sur con Qiandongnan, Miao y Dong, al oeste con Zunyi y al este con la provincia de Hunan. Su área es de 18 000 km² y su población es de 3,09 millones.

## Administración
Tong'ren se divide en 2 distritos, 4 condados y 4 condados autónomos:
- Distritos:Bijiang y  Wanshān.
- Condados:Jiangkou, shíqiān, sīnán y déjiāng.
- Condados autónomos: Yuping, Yinjiang, Yanhe y Songtao.

## Toponimia
No hay registros históricos sobre Tong'ren antes del periodo de los Estados Combatientes. Originalmente se llamaba Tongren (铜人) y cuenta una leyenda que durante la dinastía Yuan un hombre encontró tres figuras de bronce en un río, de ahí el nombre Tongren (figura/personas de bronce).
Según las "Crónicas de la ciudad de Tong'ren": "Los antiguos creían que 'la gente es benevolente y se transforma gradualmente',  la 'benevolencia' es una de las ideas principales del confucianismo, por lo que se cambió de Ren (人 persona) a Ren (仁 benevolencia).

## Historia
Tong'ren yace en el borde de la meseta tibetana en una región históricamente conocida por sus habitantes nómadas como Amdo. Los orígenes de los pueblos se remontan cientos de años cuando se supo en toda el área del monasterio Longwu. Para los chinos, la región fue considerada una tierra que marcó la periferia de las dinastías Han y Tang. Las tropas de la dinastía Ming la utilizó para defenderse contra los que consideraban bárbaros en el oeste.
A pesar del prestigio del monasterio Longwu en el budismo tibetano, la mayoría de los viajeros prefieren el cercano monasterio Wutong. A pesar de las calamidades de la revolución cultural que ha diezmado casi todas las estructuras originales del actual monasterio aún conservan sus raíces, por desgracia, la ciudad que la rodea ha sido arruinada por la arquitectura moderna.

## Geografía
Tong'ren se encuentra en la Meseta Yunnan-Guizhou, la temperatura media anual es de 13C. Como la ciudad se encuentra en baja altitud (500 m s. n. m.-1000 m s. n. m.)el calor se concentra, las temperaturas del verano pueden alcanzar hasta 42C, superior a muchas otras ciudades de la provincia, en esta parte a la región se le conoce como las cuatro estufas:Nanjing, Wuhan, Chongqing y Nanchang.

## Clima
La zona cuenta con un de subtropical húmedo con estaciones bien diferenciadas, el verano es caluroso y soleado, mientras en el invierno se presentan heladas. La temperatura media anual es de 18C, el mes más frío es enero con una temperatura de 2C a 6C, el mes más caluroso es julio, con una temperatura promedio de 24C a 28C, la precipitación media anual es de 1100 mm a 1400 mm, la cantidad de sol al año es de 1250 horas.
En Tongren las lluvias abundan, los ríos y lagunas son las áreas hidrológicas con las mejores condiciones de la provincia.
| Parámetros climáticos promedio de Tong'ren （1971－2000）  | Parámetros climáticos promedio de Tong'ren （1971－2000） | Parámetros climáticos promedio de Tong'ren （1971－2000） | Parámetros climáticos promedio de Tong'ren （1971－2000） | Parámetros climáticos promedio de Tong'ren （1971－2000） | Parámetros climáticos promedio de Tong'ren （1971－2000） | Parámetros climáticos promedio de Tong'ren （1971－2000） | Parámetros climáticos promedio de Tong'ren （1971－2000） | Parámetros climáticos promedio de Tong'ren （1971－2000） | Parámetros climáticos promedio de Tong'ren （1971－2000） | Parámetros climáticos promedio de Tong'ren （1971－2000） | Parámetros climáticos promedio de Tong'ren （1971－2000） | Parámetros climáticos promedio de Tong'ren （1971－2000） | Parámetros climáticos promedio de Tong'ren （1971－2000） |
| Mes                                                        | Ene.                                                      | Feb.                                                      | Mar.                                                      | Abr.                                                      | May.                                                      | Jun.                                                      | Jul.                                                      | Ago.                                                      | Sep.                                                      | Oct.                                                      | Nov.                                                      | Dic.                                                      | Anual                                                     |
| ---------------------------------------------------------- | --------------------------------------------------------- | --------------------------------------------------------- | --------------------------------------------------------- | --------------------------------------------------------- | --------------------------------------------------------- | --------------------------------------------------------- | --------------------------------------------------------- | --------------------------------------------------------- | --------------------------------------------------------- | --------------------------------------------------------- | --------------------------------------------------------- | --------------------------------------------------------- | --------------------------------------------------------- |
| Temp. máx. abs. (°C)                                       | 24.3                                                      | 29.7                                                      | 36.5                                                      | 35.0                                                      | 37.3                                                      | 38.2                                                      | 39.7                                                      | 40.1                                                      | 39.7                                                      | 34.9                                                      | 31.5                                                      | 25.1                                                      | '                                                         |
| Temp. media (°C)                                           | 5.5                                                       | 7.1                                                       | 11.0                                                      | 17.1                                                      | 21.4                                                      | 24.9                                                      | 27.8                                                      | 27.3                                                      | 23.3                                                      | 17.9                                                      | 12.8                                                      | 8.0                                                       | 17                                                        |
| Temp. mín. abs. (°C)                                       | −9.2                                                      | −3.9                                                      | −0.3                                                      | 2.3                                                       | 8.5                                                       | 14.2                                                      | 16.7                                                      | 17.0                                                      | 11.1                                                      | 5.0                                                       | −0.4                                                      | −3.9                                                      | '                                                         |
| Precipitación total (mm)                                   | 38.6                                                      | 38.3                                                      | 63.4                                                      | 141.6                                                     | 191.4                                                     | 214.3                                                     | 175.7                                                     | 131.6                                                     | 86.5                                                      | 104.2                                                     | 53.8                                                      | 26.1                                                      | 1265.5                                                    |
| Días de precipitaciones (≥ 1 mm)                           | 12.8                                                      | 12.6                                                      | 15.9                                                      | 18.3                                                      | 17.8                                                      | 16.4                                                      | 12.7                                                      | 12.2                                                      | 10.1                                                      | 13.3                                                      | 10.7                                                      | 9.4                                                       | 162.2                                                     |
| Fuente: 中国气象局公共气象服务中心 12 de diciembre de 2012 |                                                           |                                                           |                                                           |                                                           |                                                           |                                                           |                                                           |                                                           |                                                           |                                                           |                                                           |                                                           |                                                           |

## Monasterios
La ciudad cuenta con monasterios de importancia para el budismo:
- Longwu: (en chino:隆务寺) Este monasterio activo se extiende al pie de la montaña Xi en el extremo sur - oeste de la ciudad. Residen monjes permannates que andan en constante meditación. El monasterio se fundó en 1301 y fue ampliado en gran medida durante la dinastía Ming, aunque algunas de las salas se han reconstruido varias veces a lo largo de su historia de 700 años, todo lo que se encuentra hoy en día data de finales de 1980 después de la ruina de la revolución cultural.

- Wutong: (en chino:五屯寺) Con una reputación sin igual en el mundo tibetano, muchos visitantes vienen aquí exclusivamente para ver la colección de pinturas de siglos de antigüedad. Aunque el arte es, sin duda la principal atracción también es un buen ejemplo de la arquitectura tibetana moderna. El complejo se divide en superior (上 寺) e inferior (下 寺), cada uno con su propio conjunto de salas de oración.

## Transporte
Tongren solo se puede llegar por una única carretera que zigzaguea a lo largo de laderas escarpadas, desciende al fondo de valles escarpados, puentes sobre ríos caudalosos y pasa a través de ondulantes praderas verdes. Aunque Tong'ren está a solo un poco más de 100 kilómetros de distancia a Xiahe, el viaje dura alrededor de 3 horas. Los autobuses salen desde Xining a Tongren cada 30 minutos desde la estación de autobuses al sur, el viaje dura unas 4 horas.